# L'École du diable
 (novembre 2022).
L'École du diable est une pièce de théâtre en un acte de l'auteur français Éric-Emmanuel Schmitt. Le 9 décembre 1996, elle fut jouée pour une soirée spéciale de l'organisation non gouvernementale Amnesty International. Lors de cette première, le rôle du diable était joué par Francis Huster.
Aux enfers, en cette fin de XXe siècle, le diable déprime. Il est lassé de faire le mal toujours de la même façon. Trois de ses lieutenants lui soumettent chacun une solution: trois adorables bébés à envoyer sur Terre, des démons nommés idéalisme, pragmatisme et psychologisme.
Schmitt, à l'occasion de cette pièce, présente une réflexion sur les différents aspects que peut prendre le malheur. De bons sentiments peuvent causer du tort.

## Éditions
Édition imprimée originale
- Catherine Anne et al., Théâtre contre l'oubli (Paris, Amnesty International), Arles, Actes Sud, décembre 1996, 83 p., 21 cm (ISBN 2-7427-0436-1, OCLC 36910796).Réunit onze pièces de théâtre de divers auteurs.

Édition imprimée
- Théâtre, vol. 1, Paris, Albin Michel, 1999, 245 p., 20 cm (ISBN 2-226-10963-3, OCLC 490583238).Réunit : La Nuit de Valognes ; Le Visiteur ; Le Bâillon ; L'École du diable.

Édition imprimée au format de poche
- Théâtre, vol. 1, Paris, Librairie générale française, coll. « Le Livre de poche », 2002, 242 p., 18 cm (ISBN 2-253-15396-6, OCLC 495429092).Réunit : La Nuit de Valognes ; Le Visiteur ; Le Bâillon ; L'École du diable.